# Giovanni Menchi
Giovanni Menchi (Firenze, 25 ottobre 1975) è un cavaliere italiano.
Ha partecipato ai Giochi olimpici 2004 di Atene giungendo 24º nel completo individuale e decimo nel completo a squadre
Ha fatto parte della Nazionale Italiana di Equitazione dal 1991 al 2009.
Il giorno 1 settembre 2019 ha realizzato un record di dislivello positivo di 12.000 metri con una bici da corsa pedalando per 24 ore consecutive partendo da Quadalto nel comune di Palazzuolo e percorrendo per 19.5 volte la salita che arriva al Passo della Sambuca.

## Risultati salienti[3][4]
- Mondiali militari 2005 Argentina: bronzo a squadre
- Giochi olimpici Atene 2004: 24º individuale
- Mondiali Jerez Spagna 2002: 6° a squadre[5]
- Campionati italiani medaglie: 2 ori – 3 argenti – 1 bronzo.
- Campionati Europei a Squadre: 1 oro - 2 argenti - 1 Bronzo
- Badminton cci****: 37º individuale.
- Burgley Cci4st. 44º[6]